# Liste der Bodendenkmäler in Attendorn
Die Liste der Bodendenkmäler in Attendorn führt die Bodendenkmäler der sauerländischen Stadt Attendorn auf.
| Nummer | Lage                                                 | Beschreibung                                                                                                 | Denkmal seit | Bild |
| ------ | ---------------------------------------------------- | --- | ------------ | ---- |
| 1      | Attendorn, Am Kleinen Graben                         | Stadtmauerrest                                                                                               |              |      |
| 2      | Attendorn, Am Seewerngraben                          | Reste der Stadtbefestigung                                                                                   |              |      |
| 3      | Attendorn, Kölner Tor                                | Reste der Stadtbefestigung                                                                                   |              |      |
| 4      | Attendorn, Kölner Tor/Südwall                        | Reste der Stadtbefestigung                                                                                   |              |      |
| 5      | Attendorn, Am Spindelsburggraben                     | Reste der Stadtbefestigung                                                                                   |              |      |
| 6      | Attendorn, Wassertor                                 | Reste der Stadtbefestigung                                                                                   |              |      |
| 7      | Attendorn                                            | Reste der ehemaligen Klosterkirche                                                                           |              |      |
| 8      | Attendorn, Straße Torenkasten                        | Brunnen |              |      |
| 9      | Attendorn, vor dem Pastoratsgebäude am Kirchplatz    | Brunnen |              |      |
| 10     | Attendorn                                            | Höhle Kirschhollenloch                                                                                       |              |      |
| 11     | Attendorn, östlich Campingplatz Waldenburger Bucht   | Sperrwall oder Landwehr                                                                                      |              |      |
| 12     | Attendorn, östlich Burg Schnellenberg                | Landwehr |              |      |
| 13     | Attendorn, westlich der L697                         | Landwehr Reper Höhe                                                                                          |              |      |
| 14     | Attendorn, Nähe Campingplatz Waldenburg              | Hohlwege Am Keller                                                                                           |              |      |
| 15     | Attendorn, südlich der Campingplatzanlage Waldenburg | Hohlwegreste                                                                                                 |              |      |
| 16     | Attendorn, südlich der Burg Schnellenberg            | Hohlwegrest der Heidenstraße                                                                                 |              |      |
| 17     | Attendorn, östlich von Attendorn                     | Hohlwegteilstück Heidenstraße                                                                                |              |      |
| 18     | Biggen                                               | Torbogenhöhle Biggen                                                                                         |              |      |
| 19     | Berlinghausen                                        | Reste der kleinen mittelalterlichen Turmhügelburg mit Vorwall und eines im Südosten liegenden Abschnittwalls |              |      |
| 20     | Borghausen                                           | Reste der mittelalterlichen Burg Borghausen                                                                  |              |      |
| 21     | Dünschede                                            | Hohlwegrest (Grundstück Willmes)                                                                             |              |      |
| 22     | Helden                                               | Hohlwegrest (Grundstück Baltes)                                                                              |              |      |
| 23     | Hofkühl, östlich Holtmicke                           | Hohlwege |              |      |
| 24     | Jäckelchen                                           | Früh- bis hochmittelalterliche Burg mit Sperrwall                                                            |              |      |
| 25     | Jäckelchen                                           | Hohlwegrest sog. Römerweg am Quinhagen                                                                       |              |      |
| 26     | Waldenburg                                           | Reste der mittelalterlichen Burg einschließlich des umgebenden Bergsporns                                    |              |      |